# Ramagupta
Ramagupta (final do século IV), de acordo com a peça sânscrita Devichandraguptam, era marajá do Império Gupta no norte da Índia. Os fragmentos sobreviventes da peça, combinados com outras evidências literárias, sugerem que concordou em entregar sua esposa Druvadevi a um inimigo saca, porém seu irmão Chandragupta II matou o inimigo e depois o destronou, se casando com Druvadevi.
A genealogia oficial gupta não o menciona e a historicidade do Devichandraguptam é debatida. Várias outras fontes falam de eventos da peça, mas não citam-o pelo nome e podem ser baseadas na peça em si. Três inscrições sem data, numa variante da escrita gupta achadas na Índia Central, aludem a certo Ramagupta, podendo atestar sua existência, embora não prove precisamente a historicidade da  Devichandraguptam. Algumas moedas descobertas na Índia Central também foram atribuídas a ele, mas a atribuição não foi aceita por unanimidade pelos historiadores modernos.

## Fontes

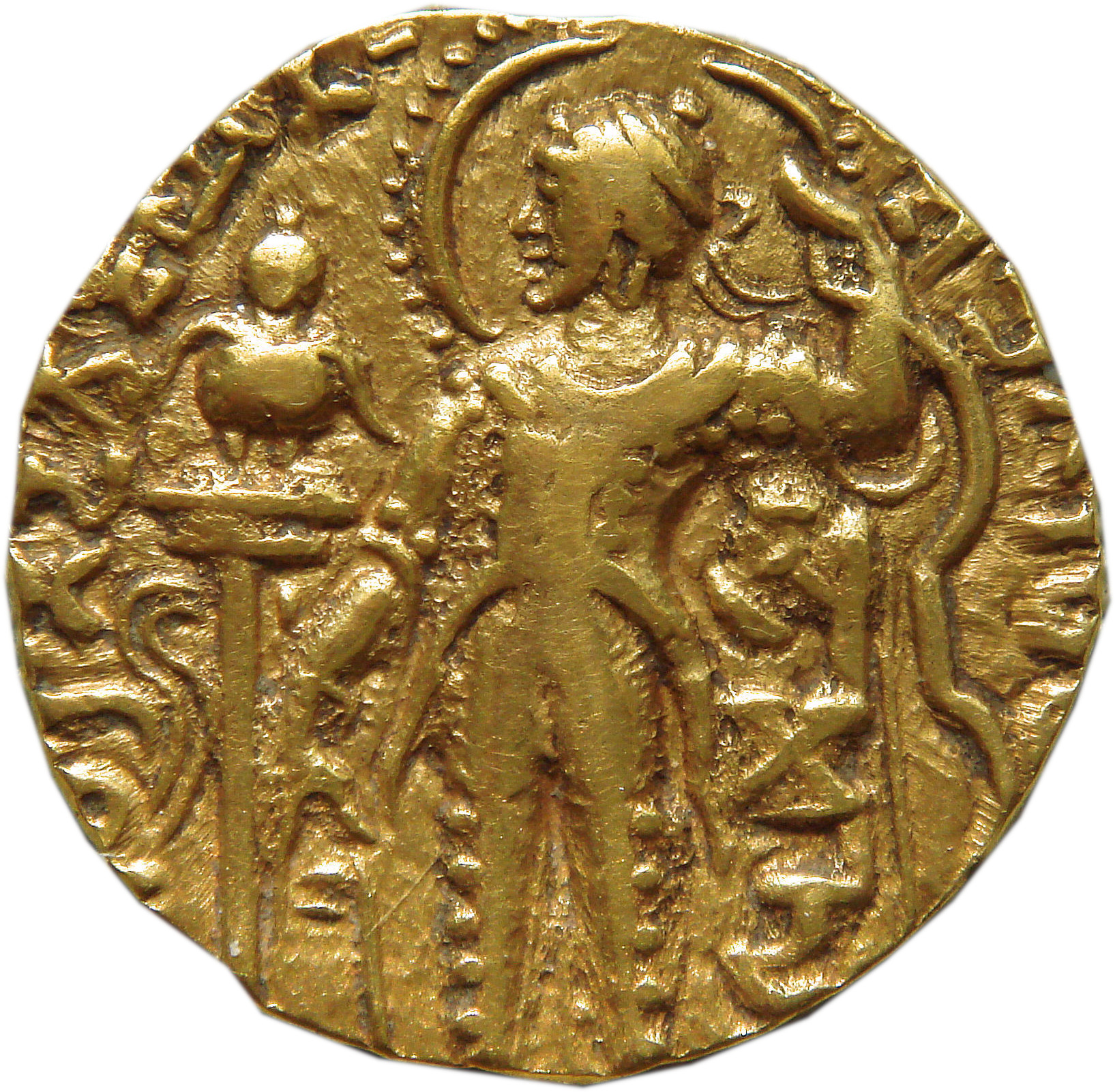
Moeda de Samudragupta r.

## Reinado
Com base nas passagens sobreviventes de Devichandraguptam e outras evidências de apoio, estudiosos modernos teorizam que Ramagupta era o filho mais velho e sucessor do imperador Samudragupta. De acordo com a peça, Ramagupta decidiu entregar sua esposa Druvadevi (ou Druvasuamini) a um inimigo saca, mas seu irmão mais novo, Chandragupta, foi para o acampamento inimigo disfarçado de rainha e matou o inimigo. De acordo com a passagem Devichandraguptam citada no Seringara-Pracaxa de Boja, o campo inimigo estava localizado em Alipura. O Harxa-charita de Banabata chama o lugar de "Aripura" (literalmente "cidade do inimigo"); um manuscrito de Harxa-charita chama o lugar de "Nalinapura".
A identidade do inimigo "Saca" (IAST: Śaka) de Ramagupta não é certa. As identificações propostas incluem:
- O historiador V. V. Mirashi o identificou com o rei cuchano que governou no Panjabe, e que é referido como "Devaputra-Xai-Xanusxai" na inscrição do pilar de Alaabade de Samudragupta.[11]

O historiador A. S. Altekar identificou-o com Piro, filho de Quidara, que controlava o Panjabe Ocidental e Central. Altekar teorizou que Piro invadiu o Panjabe Oriental e Ramagupta tentou conter seu avanço, levando a uma guerra.
- Com base nas inscrições da estátua jainista (veja #Inscrições abaixo), o historiador Tej Ram Sharma especula que Ramagupta pode ter adotado "um estilo de vida pacífico" após sua humilhação pelo inimigo saca, o que pode explicar sua inclinação para o jainísmo.[12] Mais tarde, Chandragputa parece ter matado Ramagupta e se casado com Druvadevi,[13] que é mencionado como a rainha de Chandragupta nos registros guptas.[14]

## Historicidade
भगवतोर्हतः चन्द्रप्रभस्य प्रतिमेऽयं कारिता महाराजाधिराज-श्री-रामगुप्तेन उपदेशात् पाणिपात्रिक-चन्द्रक्षमाचार्य्य-क्षमण-श्रमण-प्रशिष्य-आचार्य्य सर्प्पसेन-क्षमण-शिष्यस्य गोलक्यान्त्या-सत्पुत्रस्य चेलु-क्षमणस्येति

Inscrição de Ramagupta encontrada em Vidixá
A teoria de que Ramagupta foi uma personagem histórica é sustentada pelos seguintes pontos:
- Inscrições atribuídas a Ramagputa foram descobertas na Índia Central (veja abaixo).[16] Essas inscrições mencionam um rei homônimo, que usava o título imperial de Maarajadirajá. Além disso, as inscrições estão na escrita Gupta Brâmi dos séculos IV a V, provando que Ramagupta foi um imperador gupta histórico.[9]

- Druvadeva e Chandragupta, os outros dois personagens principais da peça Devichandraguptam, são conhecidos por serem personagens históricas. Os registros oficiais da dinastia mencionam Chandragupta II como imperador.[2] Druvadevi é atestada por seu selo real, que a descreve como a esposa de Chandragupta e a mãe de Govindagupta.[10]

- A inscrição Erã de Samudragupta parece mencionar que sua rainha Datadevi teve muitos filhos e netos, embora isso não possa ser dito com certeza porque a inscrição está mutilada.[2]

- Na genealogia oficial gupta, os reis são descritos como "meditando sobre os pés" de seus pais. No entanto, num desvio dessa convenção, Chandragupta II é descrito como tendo sido "aceito por seu pai"[2] em sua inscrição no pilar de pedra de Matura, bem como nas inscrições de Biar e Bitari de Escandagupta.[17] Os estudiosos que acreditam que a peça tem uma base histórica argumentam que esta é uma forma velada de afirmar que sua ascensão ao trono foi contestada.[18]

- Vários textos e inscrições posteriores referem-se ao episódio mencionado no Devichandraguptam,[5][19] embora essas fontes possam ser baseadas na própria peça e, portanto, não podem ser consideradas como evidência conclusiva que corrobora a historicidade da peça.[20]

### Inscrições
Duas estátuas de pedra de tirtancaras jainistas, descobertas em Durjampur (ou Durjampura) perto de Vidixá, apresentam inscrições que mencionam Maarajadirajá Ramagupta; a inscrição parcialmente danificada em outra estátua semelhante também parece mencionar seu nome. As estátuas foram descobertas durante a limpeza de um campo com uma escavadeira e foram parcialmente danificadas.
| Estátua                    | Estado de preservação | Inscrição sobre o pedestal (transliteração IAST, com porções reconstruídas em colchetes) |
| -------------------------- | --- | --- |
| A: Estátua de Chandrapraba | Face do tirtancara completamente danificada; face do servo esquerdo danificada; inscrição bem preservada e completa.                                                                                               | Bhagavatorhataḥ Candraprabhasya pratime-yaṃ kāritā ma- harājadhirāja-śri-Rāmaguptena upadeśāt-Pāṇipā- trika-Candrakṣamacā- ryya-kṣamaṇa-śramana-praśiṣya-acāryya Sarppasena-kṣamaṇa-śiṣyasya Golakyāntyā-satputraasya Celūkṣamaṇasyeti                               |
| B: Estátua de Puspadanta   | Face do tirtancara completamente danificada; porções do servo e prabavali bem preservadas; últimas duas linhas da inscrição danificadas.                                                                           | Bhagavatorhataḥ Puṣpadantasya pratime-yaṃ kāritā ma- harājadhirāja-śri-Rāmaguptena upadeśāt-Pāṇipātrika- Candrakṣama[nācā]ryya-[kṣamaṇa]-śramana-praśi[ṣya] [... porção danificada ...] ti                                                                           |
| C: Estátua de Chandrapraba | Face do tirtancara parcialmente preservada; porções do servo e prabavali completamente perdidas; inscrição apagada (embora algumas palavras e letras podem ser reconstruídas com base nas outras duas inscrições). | Bhagava[to]rha[taḥ] [Candra]prabhasya pratime-yaṃ [kā]ritā maha[rāja]dhirā[ja]- śri-[Rāmagupte]na u[padeśāt-Pā]ṇi[pātri] [... porção danificada ...] A parte contendo o nome do rei pode ser restaurada como "Rāmaguptena", pois há traços tênues das letras m e pte |

Com base no texto reconstruído, todas as três inscrições parecem conter o mesmo texto, exceto o nome do tirtancara. Afirmam que o imperador Ramagupta fez com que as estátuas fossem construídas a mando de um mendicante. O mendicante chamava-se Chela Quexamana ou Chelu-Quexamana (IAST: Celū-kṣamaṇa), que era filho de Golaquianti e aluno de Acharia Sarpasena-Quexamana, que por sua vez, era aluno de Chandra-Quexamana.
Essas inscrições não mencionam que Ramagupta pertencia à dinastia Gupta, e não mencionam nenhuma data. No entanto, os seguintes argumentos podem ser feitos para datá-las do século IV, e para apoiar a identificação do Ramagupta mencionado nessas inscrições como um imperador gupta:
- De acordo com o epigrafista G. S. Gai, que editou as inscrições, apresentam a chamada variedade sul ou ocidental da escrita gupta: o alfabeto se assemelha claramente ao alfabeto da inscrição de Erã de Samudragupta (que deve ter sido o predecessor de Ramagupta) e a inscrição de Sanchi de Chandragupta II (que deve ter sido o sucessor de Ramagupta). O caractere 'i' medial é diferente daquele apresentado nas inscrições de Sanchi, mas tal caractere também pode ser encontrado em inscrições anteriores, como as inscrições Nandesa-Iupa do século III. Assim, em bases paleográficas, as inscrições de Ramagupta podem ser atribuídas ao século IV.[24][25]

- De acordo com Gai, as características escultóricas e os estilos das estátuas também sugerem que pertencem ao século IV. O prabavali (halo) não é tão desenvolvido e estilizado como nas imagens de Buda de Sanchi no século V. Os pedestais das estátuas apresentam um chacra no centro, em vez dos lanchanas (símbolos tradicionais) característicos associados aos tirtancaras, o que sugere que as imagens pertencem a um "estágio inicial no desenvolvimento da iconografia Jaina".[24]

- Maarajadiraja é um título imperial, o que indica que Ramagupta foi um imperador Gupta histórico.[9]

No entanto, de acordo com outra teoria, o Ramagupta das inscrições de Durjampur é um rei Gupta posterior, não irmão de Chandragupta II. O historiador D. C. Sircar datou esses registros para um período posterior, com base em uma comparação de letras e sinais que ocorrem nessas inscrições e as inscrições de Sanchi de Chandragupta II.

### Cunhagem
Algumas moedas de cobre, com a legenda "Ramaguta" (forma prácrita de "Ramagupta") no anverso, e a figura de um leão ou garuda no verso, foram encontradas em Erã e Vidixá em Mádia Pradexe. Alguns estudiosos atribuíram essas moedas ao governante gupta Ramagupta, mas outros acreditam que seja um governante local distinto. Visto que garuda era o emblema da dinastia imperial, o numismata K. D. Bajpai afirmou que essas moedas foram de fato emitidas pelo imperador Ramagupta. Bajpai teorizou que Samudragupta nomeou seu filho como governador da região oriental de Malua na Índia Central; Ramagupta foi forçado a ficar lá mesmo após a morte de seu pai por causa da guerra com os sacas, e os eventos descritos em Devichandraguptam aconteceram lá.
No entanto, o historiador D. C. Sircar não acha a teoria de Bajpai convincente e afirma que o emissor dessas moedas pode ter sido um chefe local que emitiu moedas guptas após o declínio da dinastia no final do século V. Sircar aponta que um governante não gupta chamado Harigupta é conhecido por ter emitido moedas de cobre que apresentam uma garuda, e imita as moedas de ouro de Chandragupta II. Moedas de outro imitador, chamado Indragupta, foram descobertas em Cunrar. Sircar também observa que outros imperadores são conhecidos por terem emitido moedas de ouro, mas nenhuma moeda de ouro emitida por Ramagupta foi descoberta.